# Список самых высоких зданий Екатеринбурга

В список самых высоких зданий Екатеринбурга включены 60 самых высоких зданий города, отвечающих современному определению высотного здания по одному или нескольких следующим критериям Совета по высотным зданиям и городской среде: высоте заметно выше городской нормы, достаточной стройности архитектурного силуэта и использованию дополнительных технологий, применимых к высотным зданиям (включая скоростной вертикальный транспорт и дополнительные меры противопожарной защиты). Такие здания, как правило, имеют высоту более 50 м.
Под зданиями здесь понимаются наземные строительные сооружения с помещениями для проживания и (или) деятельности людей, размещения производств, хранения продукции или содержания животных. Мачты, трубы и прочие технические постройки, не предназначенные для проживания и (или) деятельности людей, или предназначенные частично (эксплуатируемые этажи занимают менее 50 % строительного объёма сооружения) при составлении данного списка не учитывались.
Для жилых зданий, высота которых неизвестна, но известна этажность, общая высота вычисляется по формуле, рекомендуемой специалистами Совета по высотным зданиям и городской среде: для жилых зданий и отелей высота этажа принимается равной 3,1 м, для офисных — 3,9 м, для многофункциональных — 3,5 м. Соответственно, критерий включения в список для зданий с неизвестной высотой является следующим: не менее 32 надземных этажей для жилых зданий, 29 этажей для многофункциональных, 24 этажа для офисных. Надземные технические этажи высотой более 2 м также учитываются. Если здание имеет не менее трёх этажей с повышенной высотой потолков (выше 4 м) и изначально предназначенных под офисы, магазины, пентхаусы или художественные мастерские, то критерий включения в список снижается минимум на 1 этаж.

## История высотного строительства в Екатеринбурге

### XVIII век—1920-е годы

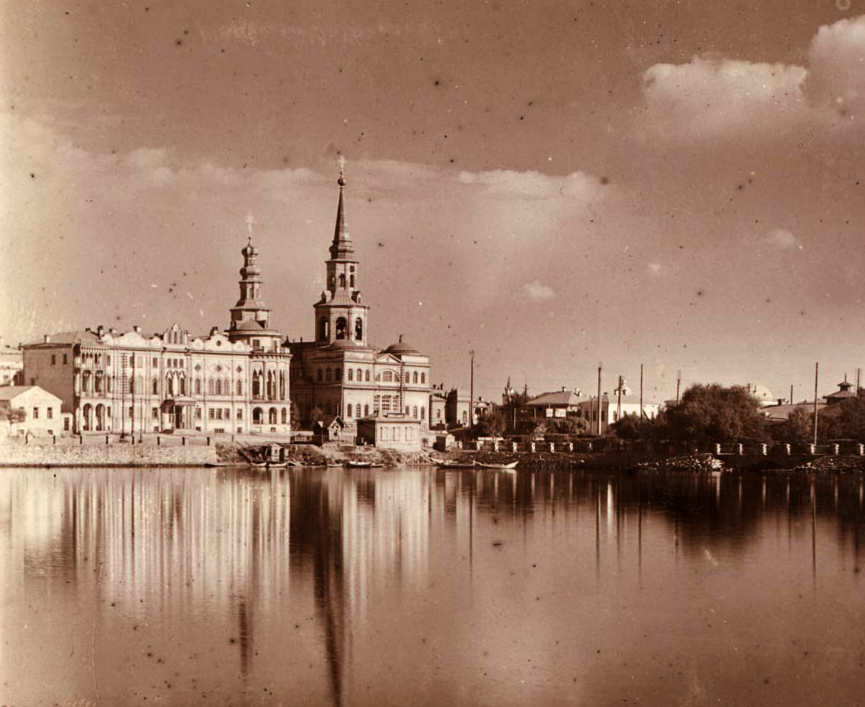
Екатерининский собор.

Дореволюционный Екатеринбург был в основном застроен 1-2 этажными зданиями, трёх и более этажные здания в городе были редкостью. Так, в 1887 году трёхэтажных жилых домов в городе было 50 (0,91 % от общего их числа), а четырёхэтажных всего 4 (0,07 %). Единственным пятиэтажным зданием в Екатеринбурге этого времени была построенная в 1906—1908 годах Мельница Борчанинова-Первушина.
Городскими доминантами на протяжении XVIII, XIX и первой трети XX века были церкви. В частности, самым высоким зданием Екатеринбурга с 1764 по 1774 год был 58-метровый Екатерининский собор, располагавшийся на одной из центральных площадей города, а с 1774 по 1876 год титул «самого высокого здания Екатеринбурга» принадлежал городскому Богоявленскому собору (высота колокольни достигала 66,2 м). В период 1876—1930 годов самым высоким городским зданием являлся храм «Большой Златоуст» (77,2 м), вторым по высоте зданием города в этот период был Богоявленский собор.

### 1930-е—1960-е годы

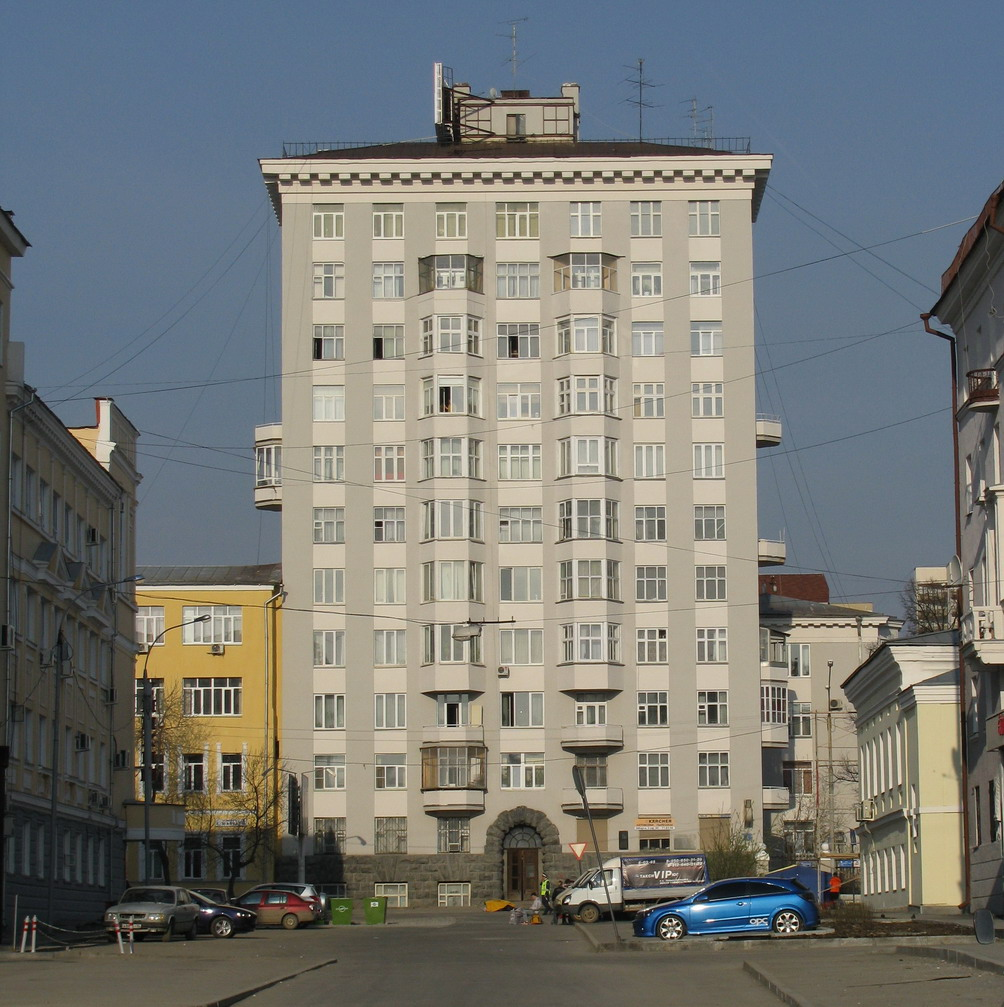
«Второй Дом Советов», 11 этажей, 1930–1932

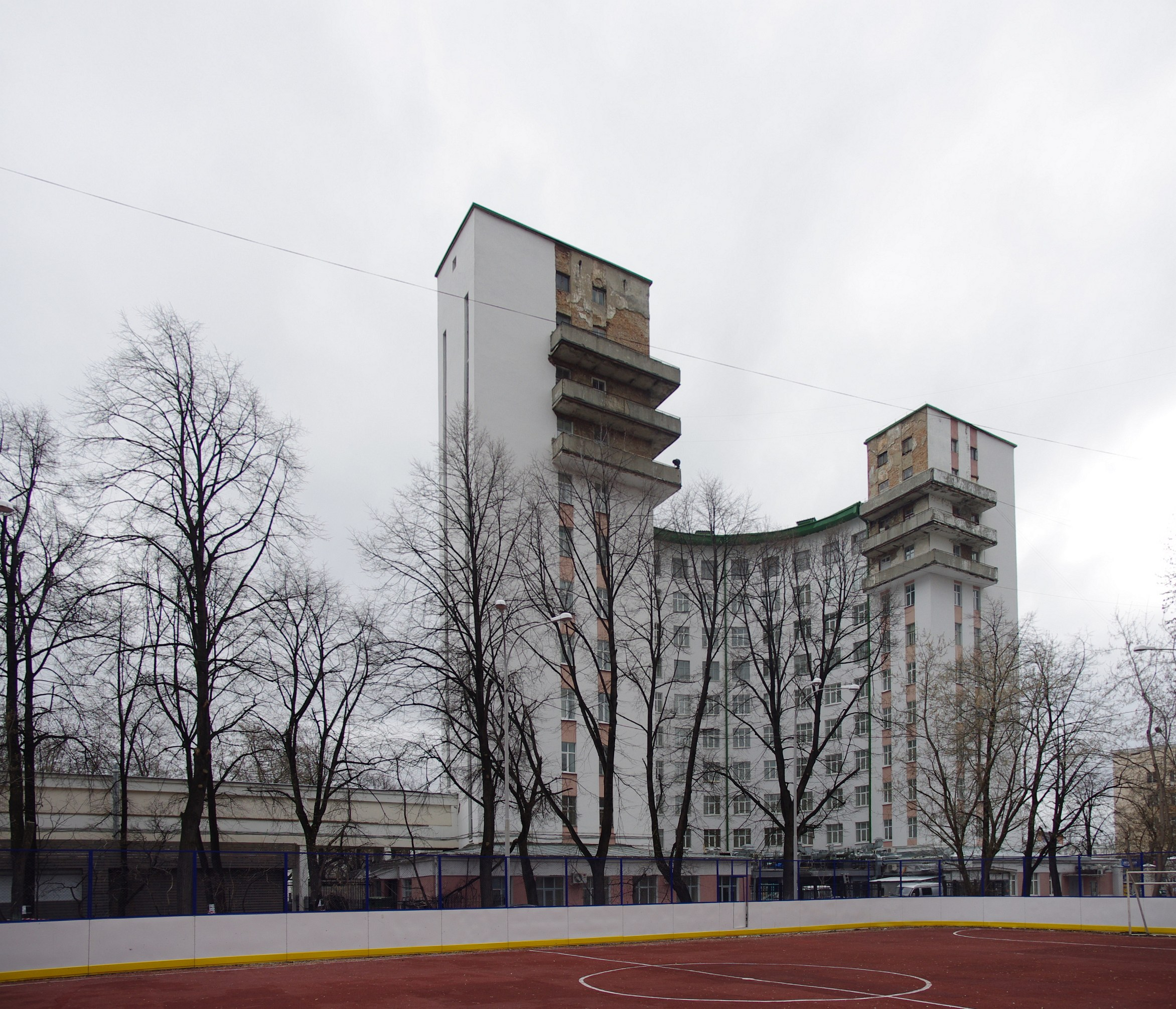
Гостиница «Исеть», 10 этажей, 1931—1934

Начиная с середины 1920-х годов появилась тенденция к повышению этажности зданий города до 5-6 этажей, как за счёт строительства многоэтажных общественных зданий («Здание управления Свердловской железной дороги» (1928), Гостиница «Центральная» (1928)), так и «домов-коммун», тем не менее, ни одно из построенных в Свердловске в 1920-е годы зданий нельзя было назвать высотным.
Первым высотным зданием Свердловска считается 11-этажный жилой блок «Второго Дома Советов» по адресу ул. 8 Марта, 2. Он был спроектирован архитекторами И. П. Антоновым и В. Д. Соколовым в стиле конструктивизма и построен в 1930—1932 годах. Вторым высотным зданием города стала 10-этажная Гостиница «Исеть» (бывшее общежитие «Спорт» для молодёжи и малосемейных сотрудников НКВД), построенная в 1933 году в составе Городка Чекистов. Оба этих здания были не только высотными доминантами советского Свердловска 1930-х—1940-х годов, но и самыми высокими зданиями, построенными в 1930-е годы в РСФСР за пределами Москвы. В последней же со свердловскими высотками соперничали только 14-этажный дом общества «Динамо», 12-этажный «Дом на набережной» и возведённый ещё в 1910 году 9-этажный Дом Нирнзее.
К эпохе советской индустриализации относится и свердловский проект 140-метрового небоскрёба в комплексе зданий «Дома Промышленности». В 1931 году было начато строительство этой высотки, но в 1935 году случился пожар, в ходе которого сгорели верхние из пяти возведённых этажей, и строительство было приостановлено, а затем отменено. На месте этого здания в 1970-х годах было построено 12-этажное здание «Уралсвязьинформа».
В 1940-е—1960-е годы в Свердловске было построено лишь несколько высотных зданий. Среди них: «Здание Свердловского городского совета народных депутатов» (1954), 10-этажное здание бытового комбината «Рубин» (1964) и некоторые другие. Ближе к середине 1960-х годов в Свердловске было начато серийное строительство 9-этажных кирпичных жилых домов. К концу десятилетия было освоено и строительство 9-этажных панельных жилых домов типовых серий.

### 1970-е—1990-е годы

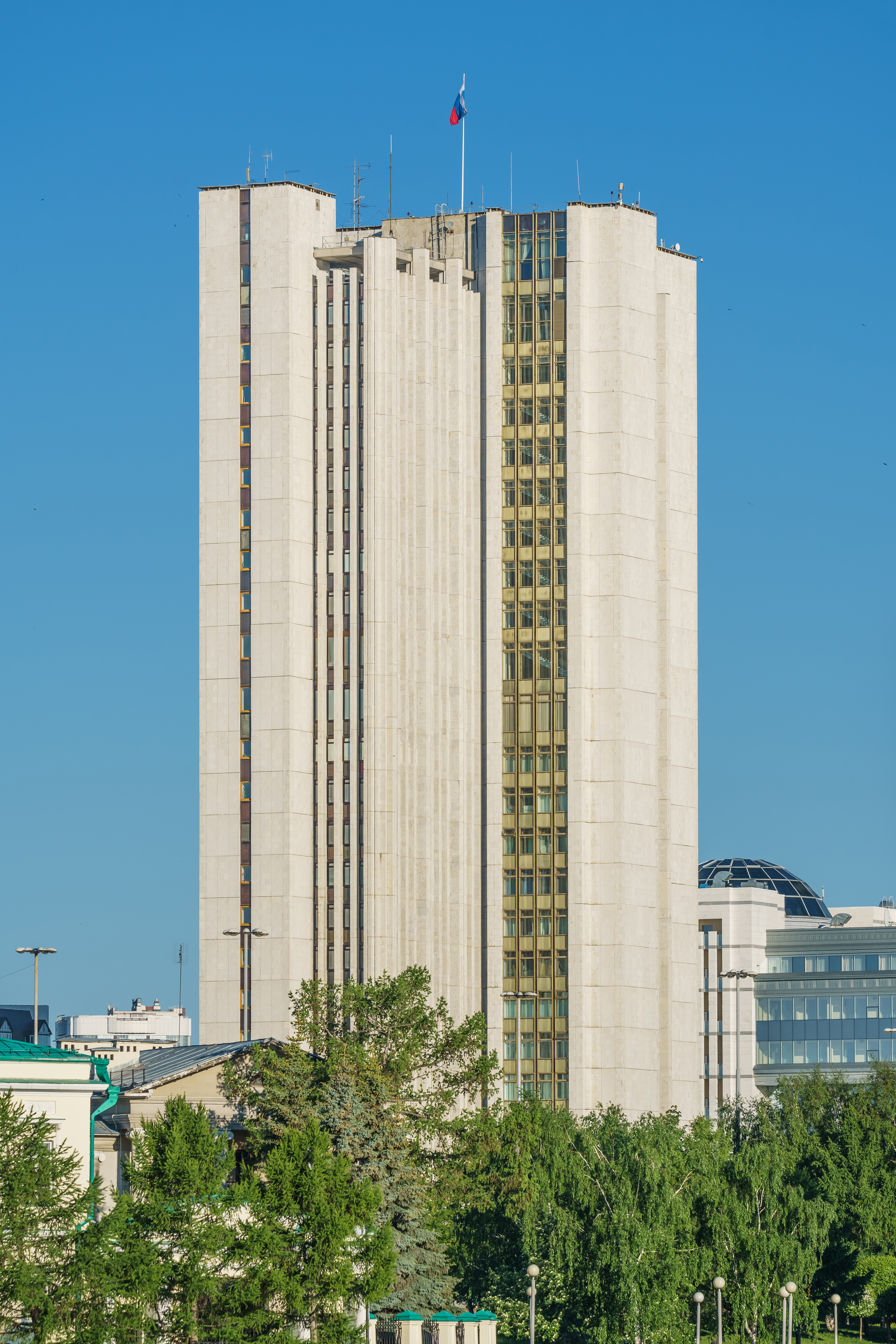
«Белый Дом»

С 1973 года в Свердловске, как и во многих других советских городах-«миллиониках», началось массовое строительство 12-, 14- и 16-этажных типовых жилых домов, возводившихся преимущественно в новых городских жилых районах: Комсомольском (ЖБИ), Юго-Западном, Новой Сортировке и других. Первые две панельные 16-этажки в городе были построены в 1976—1977 годах на перекрёстке улиц Ясная — Шаумяна (Ясная, № 28 и № 30).
В 1975 году по инициативе Б. Н. Ельцина, находившегося в это время на должности первого секретаря свердловского обкома КПСС (фактически руководителя Свердловской области), было начато строительство высотного 23-этажного здания «Дома Советов», более известного сейчас как «Белый Дом» (высота — 89 м). В 1982 году строительство было полностью завершено и «Белый Дом» на более чем два десятилетия стал самым высоким зданием Екатеринбурга.
С 1976 года в Свердловске было начато строительство новой 18-этажной доминанты в левобережной части центра города, гостиницы «Турист». Так и не законченная к распаду СССР, гостиница стала одним из самых долгих долгостроев города и была достроена только в 2008 году как бизнес-центр «Газпром-Трансгаз» (окончательная высота 65 м, 20 этажей).

### 2000-е—2010-е годы

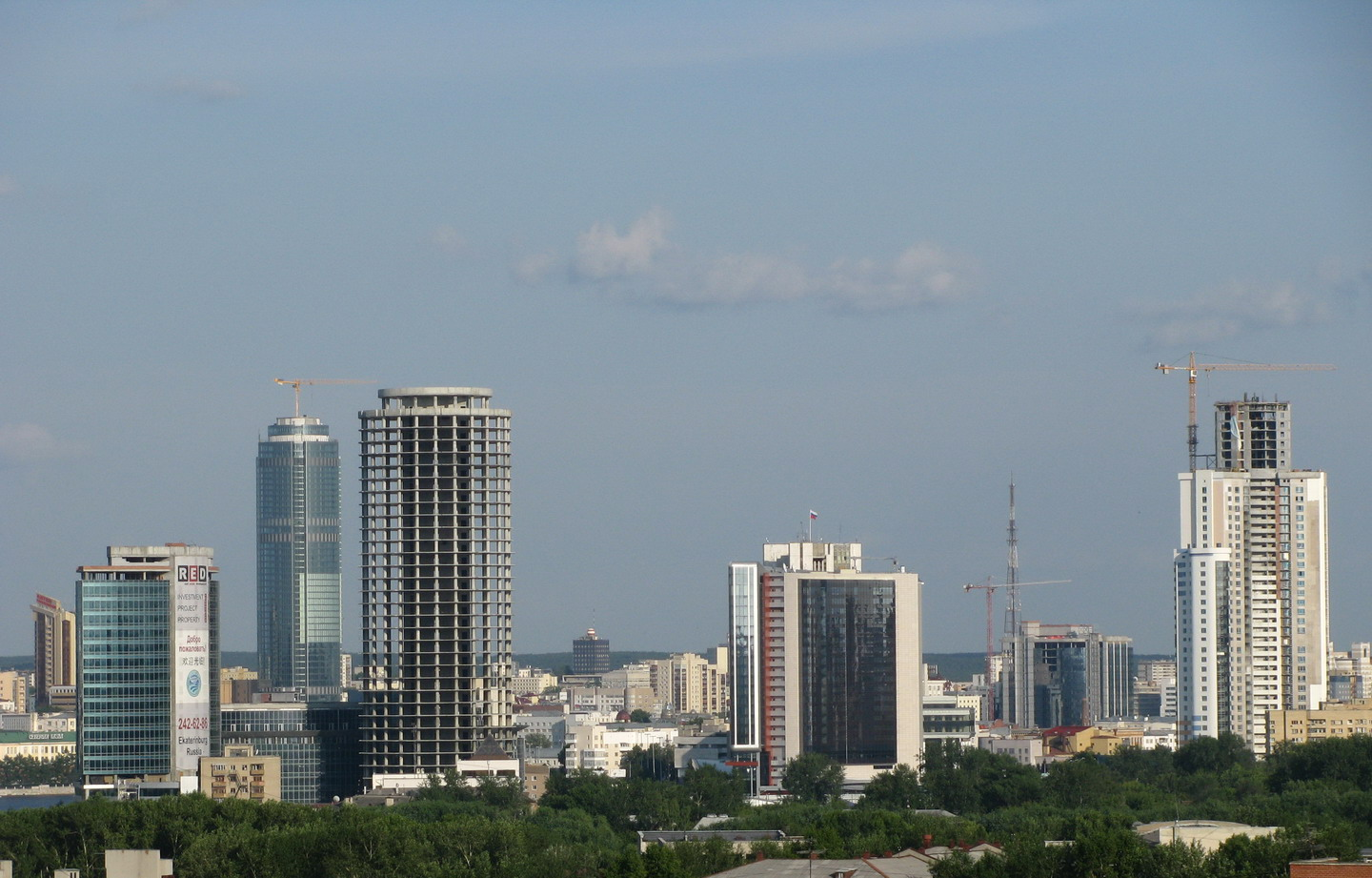
Строящиеся екатеринбургские небоскрёбы и высотные здания (слева направо: «Антей», «Президент», «Высоцкий», «Демидов-Плаза», «Hyatt Regency Ekaterinburg» и «Февральская Революция»), июль 2009 года.

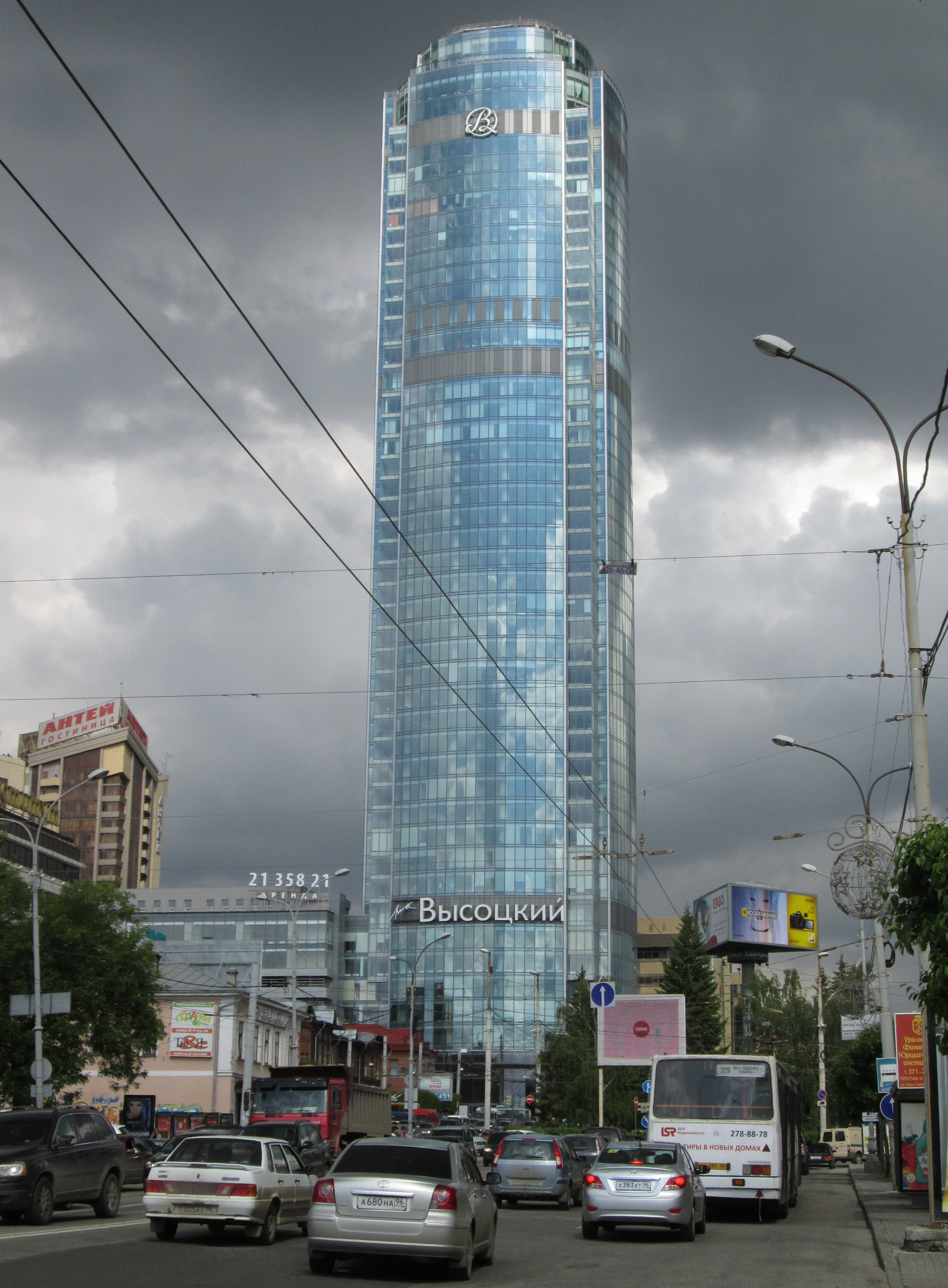
Небоскрёб «Высоцкий», Екатеринбург

В первой половине — середине 2000-х годов в Екатеринбурге строятся такие высотные здания как «Антей», 25-26 этажные жилые комплексы «Аквамарин», «Радужный» и «Кольцо Екатерины». С середины 2000-х годов в городе начинается «высотный бум»: строятся новые жилые высотки, в различных частях города начинается строительство сразу двух небоскрёбов («Высоцкий», и «Призма» и одного жилого высотного здания «Февральская Революция». Одновременно с этим разрабатывается и утверждается проект строительства в правобережной части исторического центра города делового квартала «Екатеринбург-Сити», по которому, согласно актуализированным позднее планам, предполагается построить четыре небоскрёба от 51 до 62 этажей («Урал», «Исеть», «Татищев» и «Де Геннин»), а также несколько высотных зданий, в том числе 33-этажный бизнес-центр с конгресс-холлом «Демидов-Плаза». Проект делового квартала предполагается реализовать поэтапно, в течение 20—25 лет.
В связи с Мировым финансовым кризисом 2008—2009 годов строительство почти всех объектов «Екатеринбург-Сити» было приостановлено, а возобновление строительства первого из них — «Башни „Исеть“» — произошло в августе 2010 года. Массовое строительство в Екатеринбурге высотных зданий от 20 этажей и выше несмотря на экономический кризис было продолжено.
В 2012 году в городе было начато строительство трёх 37-этажных башен жилого комплекса «Олимпийский», строительство первой очереди завершено в октябре 2016 года. Осенью 2013 года рядом с уже построенным небоскрёбом «Высоцкий» было начато строительство 42-этажного многофункционального комплекса «Opera».
На январь 2016 года в Екатеринбурге было построено не менее 1066 высотных зданий (выше 35 метров и (или) 12 этажей), что позволяло городу занимать 86-е место в ежемесячно составляемом сайтом Emporis рейтинге самых высотных городов мира. С 2017 года позиция города опустилась ниже первой сотни и он выбыл из этого рейтинга.

### 2020-е
Всего на апрель 2023 года, согласно списку сайта emporis.com, в Екатеринбурге было построено более 1500 зданий выше 12 этажей или 35 м. Из них 443 здания имеют высоту 20 этажей и более, 293 здание 25 этажей и более, а 53 от 30 этажей и выше; ещё более сотни зданий выше 20 этажей строится (более двадцати из них выше 30 этажей).
Существуют планы строительства и других высотных объектов (в том числе выше 100 м и 150 м), проекты многих из них одобрены к строительству и находятся на стадиях подготовки площадки, разработки технического проекта или ожиданий лучших условий для вывода проекта на рынок.
На начало 2020-х годов в городе ежегодно вводится около десяти зданий от 30 этажей и выше, растут средняя высота построенных высотных зданий и количество застройщиков, их строящих. По словам руководителя аналитического отдела Уральской палаты недвижимости Михаила Хорькова за два года (2019-2021) доля жилых зданий от 21 до 30 этажей выросла с 50% до 56%, проекты от 31 до 37 этажей занимают 10% рынка новостроек, а от 20 и менее — всего 34%. Ожидается, что этот тренд в ближайшие несколько лет сохранится.
Представителями строительных компаний высказываются предложения о поднятии планки государственной экспертизы строительства для построенных зданий со 100 м до 150 м. Такая мера упростит порядок прохождения проектной экспертизы, а также позволит сократить сроки реализации проектов и снизить их стоимость.

## Построенные и достраивающиеся здания
В таблицу включаются построенные и достраивающиеся здания, достигшие своей максимальной архитектурной высоты согласно разработанному проекту.
Жёлтым цветом в таблице выделены ещё не сданные здания. Серым — здания, замороженные после достройки до максимальной высоты.
Для удобства пользования таблицей в ней используются некоторые сокращения:
- ЖК — жилой комплекс;
- БЦ — бизнес-центр;
- К., к. — корпус;
- МО — машинное отделение лифтов;
- МФК — многофункциональный комплекс;
- ПЗУ — план земельного участка;
- ТЦ — торговый центр.

| №         | Название строения                                           | Фото | Предельная архитектурная высота, м                              | Высота до верхней точки парапета крыши, м / [] | Этажность          | Год постройки            | Адрес                                      | Комментарии                                                                                               | Сноски                      |
| --------- | ----------------------------------------------------------- | ---- | --------------------------------------------------------------- | ---------------------------------------------- | ------------------ | ------------------------ | ------------------------------------------ | --- | --------------------------- |
| 1         | Башня «Исеть»                                               |      | 212,8 (по уровню зубцов короны)                                 | 206,5 (по уровню крыши)                        | 52                 | декабрь 2016             | Улица Бориса Ельцина, 6                    | Самое высокое здание апартаментов в городе и самое высокое здание в Верх-Исетском районе.                 | [ 22 ]                      |
| 2         | БЦ «Высоцкий»                                               |      | 195,45, м                                                       | 194,25                                         | 50                 | ноябрь 2011              | ул. Малышева, 51                           | Самое высокое офисное здание в городе.                                                                    | [ 27 ] [ 28 ]               |
| 3         | ТЦ «Свердловск» (ранее — «Призма»)                          |      | 151 (по шпилю)                                                  | 136 (по уровню крыши)                          | 37                 | не планируется           | ул. Героев России, 2                       | Строительство здания заморожено. Ожидается лоббируемый мэрией города демонтаж построенной высотной части. | [ 29 ]                      |
| 4         | ЖК «Февральская Революция»                                  |      | 139,6                                                           |                                                | 42                 | сентябрь2010             | ул. Февральской Революции, 15              | Самое высокое жилое здание в городе (не апартаменты).                                                     | [ 30 ] [ 31 ] [ 32 ]        |
| 5         | Деловой дом «Демидов»                                       |      | 134,95 (по уровню короны)                                       | 129,78 (по уровню крыши)                       | 33 + 1             | декабрь 2016             | ул. Бориса Ельцина, 3/2                    | | [ 33 ]                      |
| 6         | ЖК «Чемпион-Парк», 1-я очередь                              |      | 130                                                             |                                                | 37(+2 верх. техн.) | октябрь 2016             | Машинная ул., 1Б к.1                       | | [ 35 ]                      |
| 7         | ЖК «Чемпион-Парк», 3-я очередь                              |      | 130                                                             |                                                | 37(+2 верх. техн.) | 2021                     | Машинная ул., 1Б к.5                       | |                             |
| 8         | ЖК «Чемпион-Парк», 2-я очередь                              |      | 130                                                             |                                                | 37(+2 верх. техн.) | март 2017                | Машинная ул., 1Б к.2                       | | [ 35 ] [ 36 ]               |
| 9         | ЖК «Татлин», 2-я очередь                                    |      | 109                                                             |                                                | 35(+1 верх. техн.) | 2022                     | Ул. Готвальда, 24/4                        | Самый высокий жилой комплекс в Железнодорожном районе Екатеринбурга                                       |                             |
| 10        | ЖК «Татлин», 3-я очередь                                    |      | 109                                                             |                                                | 35(+1 верх. техн.) | 2 кв. 2023 (планируется) | Ул. Готвальда, 24/5                        | Самый высокий жилой комплекс в Железнодорожном районе Екатеринбурга.                                      |                             |
| 11        | ЖК «Татлин», 1-я очередь                                    |      | 109                                                             |                                                | 35(+1 верх. техн.) | 2020                     | Ул. Готвальда, 24                          | Самый высокий жилой комплекс в Железнодорожном районе Екатеринбурга.                                      |                             |
| 12        | ЖК «Репин Парк»                                             |      | 106                                                             |                                                | 34                 | 2019                     | Заводская ул., 73                          | |                             |
| 13        | ЖК «Александровский Квартал», 2-я очередь                   |      | 105                                                             |                                                | 32 + 1             | 2017                     | Ул. Белинского, 177а к.3                   | |                             |
| 14        | ЖК «Тихомиров», к.2Б                                        |      | 104,78                                                          | 99,47 [95,07]                                  | 32+2               | 1 квартал 2023           | строит. адрес Начдива Васильева, 34        | | [ 37 ] [ 38 ]               |
| 15        | ЖК «Астон. Событие» (дом 2)                                 |      | 104,65                                                          | 99,95 [95,85]                                  | 31+1               | 2023                     | строит. адрес ул. Амундсена, 9             | | [ 39 ] [ 40 ]               |
| 16        | ЖК «Ольховский Парк», дом №3                                |      | 103,8                                                           | [98,4]                                         | 33 + 1             | 2018                     | ул. Колмогорова, 73 к.2                    | | [ 41 ] [ 42 ]               |
| 17        | ЖК «Мельница»                                               |      | 103,5 (по верху парапета основной части)                        | 103,5                                          | 35                 | 2022                     | Ул. Азина, 22/7                            | | [ 43 ]                      |
| 18        | ЖК «Ньютон Парк», 3-я очередь                               |      | 102,9                                                           | 102,9 (отметка кровли) [99,04]                 | 34 + 1             | 2021                     | ул. Краснолесья, д. 10/4                   | Самый высокий жилой комплекс в Академическом районе.                                                      | [ 44 ] [ 45 ] [ 46 ] [ 47 ] |
| 19        | ЖК «Высота»                                                 |      | 102,84                                                          | 100,16                                         | 31+1               | 2 квартал 2023           | строит. адрес Нагорная, 12                 | | [ 48 ]                      |
| 20        | ЖК «Флагман» (к.4Б)                                         |      | 101,92 (≥)                                                      | 100,42 (≥) / [96,33]                           | 33+1               | 2021                     | ул. Начдива Васильева, 14                  | | [ 49 ] [ 50 ]               |
| 21        | ЖК «Парк Победы» (дом 2, секция 2.5)                        |      | 101,05 (≥)                                                      | ≥97,85 (чердачный уровень) [95,42]             | 32+1               | 3 кв. 2024               | строит. адрес ул. Бакинских Комиссаров, 89 | | [ 51 ] [ 52 ]               |
| 22        | ЖК «Светлый», дом № 5                                       |      | 100,6                                                           |                                                | 32 + 1             | 2018                     | Светлый микрорайон, 5                      | | [ 53 ]                      |
| 23        | ЖК «Цветной бульвар» (к. №6 по ПЗУ)                         |      | 100 (≥)                                                         | 97,42 / [90,55]                                | 32+2               | 2022                     | Советская ул., 64                          | | [ 54 ]                      |
| 24        | ЖК «Цветной бульвар» (к. №7 по ПЗУ)                         |      | 100 (≥)                                                         | 97,42 / [92,95]                                | 32+2               | 2022                     | Советская ул., 64/2                        | | [ 54 ]                      |
| 25        | ЖК «Цветной бульвар» (к. №4 по ПЗУ)                         |      | 100 (≥)                                                         | 97,42 / [91,4]                                 | 32+2               | 2020                     | ул. Сулимова, 3                            | | [ 54 ]                      |
| 26        | ЖК «Цветной бульвар» (к. №5 по ПЗУ)                         |      | 100 (≥)                                                         | 97,42 / [93,175]                               | 32+2               | 2021                     | ул. Сулимова, 3/2                          | | [ 54 ]                      |
| 27        | ЖК «Евразия» (1-я оч.)                                      |      | 99,97                                                           | 95,3 / [90,9]                                  | 31 + 1             | 2020                     | Николая Островского, 2                     | | [ 55 ] [ 56 ]               |
| 28        | ЖК «iTower» (2-я оч.)                                       |      | 99,95                                                           | ?                                              | 31 + 1             | 2020                     | ул. Белинского, 161                        | | [ 57 ]                      |
| 29        | ЖК «iTower» (1-я оч.)                                       |      | 99,95                                                           | ?                                              | 31 + 1             | 2020                     | ул. Белинского, 163б                       | | [ 57 ]                      |
| 30        | ЖК «Clever Park» (1-я оч., дом 1А)                          |      | 99,9                                                            | ? / [99,9]                                     | 32                 | 2018                     | Ткачей, 13                                 | | [ 58 ]                      |
| 31        | ЖК «Московский Квартал» (дом 2)                             |      | 99,9                                                            |                                                | 31 + 1             | 2017                     | Московская ул., 198                        | | [ 59 ]                      |
| 32        | ЖК «Clever Park» (1-я оч., дом 3А)                          |      | 99,9                                                            | ? / [99,9]                                     | 32                 | 2019                     | ул. Ткачей, 17                             | | [ 58 ]                      |
| 33        | ЖК «Эверест»                                                |      | 99,85                                                           |                                                | 31 + 1             | 2018                     | Горького, 69/1                             | | [ 60 ]                      |
| 34        | ЖК «Екатерининский Парк» (1-я оч.)                          |      | 99,6                                                            | ? / [91,7]                                     | 31 + 1             | 2021                     | Ул. Азина, 31                              | | [ 61 ] [ 62 ]               |
| 35        | ЖК «На Бардина»                                             |      | 99,60                                                           | [92,15]                                        | 31+1               | 4 кв. 2023               | строит. адрес ул. Бардина, 28              | | [ 63 ] [ 64 ]               |
| 36        | ЖК «Московский Квартал» (дом 8)                             |      | 99,53 (по отметке парапета МО)                                  | 98,49 [91,59]                                  | 32 + 1             | 2022                     | Московская ул., 190/2                      | | [ 65 ] [ 66 ]               |
| 37        | ЖК «Арбатский»                                              |      | 99,35 (по крыше)                                                |                                                | 31 + 2 техн.       | IV кв. 2017              | Московская ул. 75                          | | [ 67 ]                      |
| 38        | ЖК «Март»                                                   |      | 99,3                                                            | 99,3                                           | 30+1               | 2021                     | ул. Большакова, 147                        | | [ 68 ]                      |
| 39        | ЖК «Clever Park» (3-я оч., дом 13А)                         |      | 99,17                                                           | ? / [99,17]                                    | 31                 | 2021                     | Машинная ул., 1в                           | | [ 69 ]                      |
| 40        | ЖК «Современник» (дом 4)                                    |      | 99,12                                                           | 99,12 [93,63]                                  | 32 + 1             | 2021                     | ул. Блюхера, 42                            | | [ 70 ]                      |
| 41        | ЖК «Тринити»                                                |      | 99                                                              |                                                | 31+1               | 2019                     | ул. Хохрякова, 63                          | | [ 71 ]                      |
| 42        | ЖК «Парковый Квартал» (дом 1.6)                             |      | 99 (≥, с учётом стилобата)                                      | ? / [93,35]                                    | 33+2               | 4 кв. 2022               | ул. Цвиллинга, 7а/3                        | | [ 72 ] [ 73 ]               |
| 43        | БЦ «Палладиум»                                              |      | 98,8 (по шпилю)                                                 | 84,5 (по уровню крыши)                         | 20                 | 2008                     | ул. Хохрякова,10                           | | [ 74 ] [ 75 ] [ 76 ]        |
| 44        | ЖК «Евразия» (2-я оч.)                                      |      | 98,77                                                           | ?                                              | 30 + 2             | 2022                     | Ул. Николая Островского, 2/2               | | [ 77 ]                      |
| 45        | ЖК «Белый Парус»                                            |      | 98,5                                                            | ?                                              | 30 + 1             | 2020                     | ул. Татищева, 140                          | | [ 78 ]                      |
| 46        | ЖК «Крылов» (2-я оч.)                                       |      | 98,5                                                            |                                                | 30 + 1 техн.       | 2017                     | ул. Татищева, 47а                          | | [ 79 ] [ 80 ]               |
| 47        | ЖК «Даниловский» (1-я оч.)                                  |      | 98,49                                                           | 95,9 [89,7]                                    | 31 + 1             | 2023                     | стр. адрес ул. Данилы Зверева, 11          | | [ 81 ]                      |
| 48        | ЖК «Малевич», корпус № 2                                    |      | 98,3                                                            |                                                | 33 + 2 техн.       | 2016                     | Трамвайный пер., 2 корпус 4                | | [ 82 ] [ 83 ]               |
| 49        | Клубный дом LVIII или ЖК «Главный проспект» (секция 1.4)    |      | 98,3 (по верху плиты перекрытия)                                |                                                | 28+1               | 2 кв. 2023               | пр-т Ленина, 8/4                           | | [ 84 ]                      |
| 50        | ЖК «Малевич», корпус № 5                                    |      | 98,3                                                            | неизвестна [92,68]                             | 33 + 2 техн.       | 2020                     | Трамвайный пер., 2 корпус 7                | | [ 85 ]                      |
| 51        | ЖК «Каменные Палатки» (2-я оч., секция 2)                   |      | 98,22                                                           | ?                                              | 29 + 1             | 2022                     | ул. Высоцкого, 5                           | | [ 86 ]                      |
| 52        | ЖК «Каменные Палатки» (2-я оч., секция 7)                   |      | 98,22                                                           | ?                                              | 29 + 1             | 2022                     | ул. Высоцкого, 5                           | | [ 86 ]                      |
| 53        | ЖК «Eleven» (Академический, к.11.9.2)                       |      | 97,94 (до отметки верха парапета кровли над лестничной клеткой) | 93,9                                           | 32                 | 2 квартал 2023           | не присвоен                                | | [ 87 ]                      |
| 54        | ЖК «Изумрудный Бор» (к. 2.1)                                |      | 97,34 (до низа плиты перекрытия МО)                             | ? / [?]                                        | 30 + 1             | 2021                     | Пр-т Космонавтов, 108Б                     | | [ 88 ]                      |
| 55        | ЖК «Макаровский» (секция 1.5)                               |      | 97,3                                                            | ? / [88,75]                                    | 27                 | 2019                     | Олимпийская наб., 9/1                      | | [ 89 ]                      |
| 56        | ЖК «Clever Park» (3-я оч., дом 15А)                         |      | 97,23                                                           | ? / [97,23]                                    | 30                 | 3 кв. 2023               | Машинная ул.                               | | [ 90 ]                      |
| 57        | МФК «Свобода Residence»                                     |      | 97,1                                                            |                                                | 27+1               | 1 квартал 2023           | Радищева, 41                               | | [ 91 ]                      |
| 58        | ЖК «Парковый Квартал» (дом 1.5)                             |      | 97 (≥, с учётом стилобата)                                      | ? / [88,35]                                    | 32+2               | 2021                     | ул. Цвиллинга, 7а/2                        | | [ 72 ] [ 73 ]               |
| 59        | ЖК «Московский Квартал» (дом 5)                             |      | 96,67                                                           |                                                | 32 + 1             | 2019                     | Московская ул., 194                        | | [ 92 ]                      |
| 60        | ЖК «Ботанический Сад», к.1                                  |      | 96,52                                                           | 96,52                                          | 30 + 1             | 2020                     | ул. 8 Марта, 202/3                         | | [ 93 ]                      |
| 61        | ЖК «Eleven» (Академический, к.11.4.2)                       |      | 96,36                                                           | 96,36                                          | 31 + 1             | 2021                     | ул. Академика Парина, 39                   | | [ 94 ]                      |
| 62        | ЖК «Clever Park» (2-я оч., дом 10А)                         |      | 95,55                                                           | ? / [95,55]                                    | 30                 | 2021                     | ул. Ткачей, 19/1                           | | [ 95 ]                      |
| 63        | ЖК «Discovery Residence» (дом 2)                            |      | 95,41[≥]                                                        | 95,41[≥]                                       | 31+1               | 1 кв. 2024               | строит. адрес ул. Гагарина, 9              | На 31-м этаже расположены двухуровневые квартиры.                                                         | [ 96 ] [ 97 ]               |
| 63.000001 | БЦ «Панорама» («Центр международной торговли», 2-я очередь) |      | 94                                                              |                                                | 23 + 1             | 2006                     | ул. Белинского, 76                         | | [ 98 ]                      |
| 63.000002 | БЦ «Summit»                                                 |      | 93,85                                                           |                                                | 22 + 1             | 2011                     | ул. 8 Марта, 45а                           | | [ 99 ]                      |
| 63.000003 | ЖК «Аквамарин»                                              |      | 93 (по шпилю)                                                   | 89 (по уровню крыши)                           | 26                 | 2005                     | ул. Хохрякова, 43                          | | [ 100 ]                     |
| 63.000004 | ЖК «3D-Клуб» (1-я очередь)                                  |      | 92,42                                                           |                                                | 26 + 2             | 2010                     | ул. Братская, 27, корп. 1                  | | [ 101 ]                     |
| 63.000005 | ЖК «Адмиральский»                                           |      | 92                                                              |                                                | (25 + 2) × 3       | 2008—2010                | ул. Юмашева, 13                            | | [ 102 ]                     |

## Здания, находящиеся в процессе строительства
В таблицу включаются строящиеся здания, более высокие, чем уже попавшие в список построенных, но ещё не успевшие достигнуть максимальной высоты. Для удобства пользования таблицей в ней используются некоторые сокращения (см. в разделе выше).
| №  | Название строения                             | Фото | Предельная архитектурная высота, м | Высота до верхней точки парапета крыши, м / [] | Этажность | Год постройки | Адрес                                | Комментарии | Сноски          |
| -- | --------------------------------------------- | ---- | ---------------------------------- | ---------------------------------------------- | --------- | ------------- | ------------------------------------ | --- | --------------- |
| 1  | «Opera»                                       |      | 170                                |                                                | 42        |               | строит. адрес ул. Малышева, 53       | Строительство приостановлено на этапе строительства этажей стилобата. В 2025 году ожидается возобновление строительства по новому проекту приблизительно той же этажности (но меньшей высоты). | [ 103 ] [ 104 ] |
| 2  | ЖК «Квартал Федерация»                        |      | 133                                |                                                | 30        | 2026          | строит. адрес ул. Щорса, 55          | Несколько многоэтажных секций сдано в эксплуатацию. | [ 105 ]         |
| 3  | Клубный дом «На Октябрьской» («Навигатор»)    |      | 100 [≈]                            |                                                | 28        | 2025          | строит. адрес Октябрьская пл., 5     | |                 |
| 4  | ЖК «Изумрудный Бор» (дом 10 или № 4.4 по ПЗУ) |      | 99,2                               | 96,1 / [?]                                     | 30 + 1    | 4 кв. 2023    | строит. адрес Пр-т Космонавтов, 108и | | [ 106 ]         |
| 5  | ЖК «Изумрудный Бор» (дом 9 или № 4.2 по ПЗУ)  |      | 99,2                               | 96,1 / [?]                                     | 30 + 1    | 2 кв. 2023    | строит. адрес Пр-т Космонавтов, 108и | | [ 106 ]         |
| 6  | ЖК «Русь», 2-я оч. (к. № 3 по ПЗУ)            |      | 98,0[≥]                            | 98,0[≥] [92,6]                                 | 31        | 2025          | строит. адрес ул. Крауля, 179        | | [ 107 ] [ 108 ] |
| 7  | ЖК «Русь», 2-я оч. (к. № 1 по ПЗУ)            |      | 98,0[≥, ]                          | 98,0[≥] [92,6]                                 | 31        | 2025          | строит. адрес ул. Крауля, 179        | | [ 107 ] [ 108 ] |
| 8  | МФК «Маршала Жукова, 12», (секция 1.3 по ПЗУ) |      | 97,1 (≥)                           |                                                | 28+1      | 2024          | строит. адрес ул. Маршала Жукова, 12 | | [ 110 ] [ 111 ] |
| 9  | ЖК «Атмосфера» (дом 2)                        |      | 96[≥]                              | [89,35]                                        | 30+1      | 4 кв. 2023    | строит. адрес ул. Электриков, 26а    | | [ 112 ] [ 113 ] |
| 10 | ЖК «Парк Столиц», башня «Токио» (корпус № С5) |      | 96[≥]                              | [96]                                           | 32        | 2024          | строит. адрес Московская ул., 249    | | [ 114 ]         |

## Здания, предложенные к строительству
В таблицу включаются предложенные к строительству здания выше 100 м, возведение которых ещё не начато. Включению подлежат только проекты от застройщиков, уже построивших в городе объекты с использованием специальных технических условий (СТУ) для зданий от 75 м до 100 м (а также объекты выше 100 м).
Предложенные к строительству жилые проекты, разработанные с использованием СТУ ниже 100 м в список предложенных зданий не включаются ввиду их относительной массовости и зависимости от неблагоприятной конъюнктуры строительного рынка (что вызывает частое понижение их этажности и требует исключения из списка). Они добавляются в список только на этапе строительства.
| №  | Название строения | Фото | Предельная архитектурная высота, м | Высота до верхней точки парапета крыши, м / [] | Этажность | Сроки строительства | Адрес | Комментарии                                   | Сноски                  |
| -- | --- | ---- | ---------------------------------- | ---------------------------------------------- | --------- | ------------------- | --- | --------------------------------------------- | ----------------------- |
| 1  | МФК «Парус» («Высоцкий», 2-я оч.)                                                                                           |      | 288                                | 1                                              | 50-70     | прибл. 2023-2026    | строит. адрес ул. Малышева, 51                                                                                                  | Высота приблизительная.                       | [ 115 ] [ 116 ] [ 117 ] |
| 2  | Екатеринбург-Сити, жилая башня                                                                                              |      | 175                                |                                                | 48        | прибл. 2023-2026    | |                                               | [ 118 ] [ 119 ]         |
| 3  | Екатеринбург-Сити, жилая башня 1                                                                                            |      | 175                                |                                                | 48        | прибл. 2023-2026    | |                                               | [ 118 ] [ 119 ]         |
| 4  | Стражи Урала, башня 1 |      | 150                                |                                                |           | не ранее 2023       | |                                               | [ 118 ]                 |
| 5  | ЖК «Астон. Отрадный» |      | 150 (≈)                            | 1                                              | 45        | не ранее 2024       | Жилая застройка в границах ул. Отрадная, Красноармейская, Коперника, Репина в городе Екатеринбурге, строит. адрес ул. Коперника |                                               |                         |
| 6  | ЖК в составе проекта застройки территории в границах улиц Челюскинцев — Папанина — Энергостроителей и набережной реки Исеть |      | 150 (≈)                            |                                                | 49        | до 2030             | |                                               | [ 121 ] [ 122 ]         |
| 7  | Екатеринбург-Сити, жилая башня 2                                                                                            |      | 140                                |                                                | 33        | до 2033             | |                                               |                         |
| 8  | ЖК в составе проекта застройки территории в границах улиц Челюскинцев — Папанина — Энергостроителей и набережной реки Исеть |      | 120 (≈)                            |                                                | 40        | до 2030             | |                                               | [ 121 ] [ 122 ]         |
| 9  | Екатеринбург-Сити, офисное здание 2                                                                                         |      | 100                                |                                                | 28        | 2026-2033           | | По другим данным возможна высота в 125-126 м. |                         |
| 10 | Стражи Урала, башня 2 |      | 100                                |                                                |           | не ранее 2023       | |                                               | [ 118 ]                 |
| 11 | Екатеринбург-Сити, офисное здание 3                                                                                         |      | 100                                |                                                | 28        | 2026-2033           | | По другим данным возможна высота в 125-126 м. |                         |
| 12 | Екатеринбург-Сити, офисное здание 1                                                                                         |      | 100                                |                                                | 28        | 2023-2025           | | По другим данным возможна высота в 125-126 м. | [ 118 ] [ 119 ]         |
| 13 | Стражи Урала, башня 3 |      | 100                                |                                                |           | не ранее 2023       | |                                               | [ 118 ]                 |

## Самые высокие административные здания и деловые центры Екатеринбурга
В список включены здания высотой от 65 до 100 м, не попавшие в основной список. Не включены многофункциональные здания, в которых площадь офисов занимает менее 50 % от эксплуатируемой. Жёлтым цветом выделены здания, не сданные в эксплуатацию.
| Название                                | Год постройки объекта | Высота, м                       | Число этажей | Адрес                    |
| Штаб-квартира РМК                       | 2020                  | 87,5                            | 15           | ул. Горького, 57         |
| «Президент»                             | 2013                  | 82                              | 20           | ул. Челюскинцев, 48      |
| «Антей»                                 | 2004                  | 76                              | 19 + 3       | ул. Красноармейская, 10. |
| «Кристалл»                              | 2010                  | ≈ 75                            | 20 + 1       | ул. Хохрякова, 74        |
| «Дорожный центр управления перевозками» | 2003                  | 72                              | 17           | ул. Челюскинцев, 15а.    |
| Офис «Сбербанка»                        | 2012                  | 71                              | 17           | Куйбышева ул., 67        |
| «Вознесенский»                          | 2010                  | 70                              | 16 + 3       | ул. Первомайская, 15     |
| «Олимп»                                 | 1981                  | ≈ 70                            | 15 + 2       | Волгоградская ул., 193   |
| «Суворов» (ранее — «Граф Орлов»)        | 2012                  | 67                              | 16 + 2       | ул. Радищева, 6          |
| «Манхэттен» (ранее — «AVS»)             | 2011                  | 66,6                            | 16 + 1       | ул. Мамина-Сибиряка, 99  |
| «Газпром-Трансгаз»                      | 2008                  | 65 (без 20-метровой надстройки) | 18 + 2       | ул. Свердлова, 7         |
| «Здание Горсовета»                      | 1954                  | 66,018                          | 5            | просп. Ленина, 24а       |

## Хронология самых высоких зданий Екатеринбурга
| Название                                                                                     | Год постройки (сдачи) объекта | Высота, м               | Число этажей | Статус                |
| Екатерининский собор                                                                         | 1764                          | 58                      | 2            | Разрушен в 1930 году. |
| Богоявленский собор (Екатеринбург)                                                           | 1774                          | 66,2                    | 2            | Разрушен в 1930 году. |
| Большой Златоуст                                                                             | 1876                          | 77                      | 2            | Разрушен в 1930 году. |
| Второй Дом Советов                                                                           | 1932                          | 45                      | 12           |                       |
| Общежитие «Спорт» для молодёжи и малосемейных сотрудников НКВД (позднее – гостиница «Исеть») | 1933                          | 45,0                    | 10(11)       |                       |
| Окружной Дом офицеров                                                                        | 1941                          | н/д                     | 5            |                       |
| Здание свердловского городского Совета народных депутатов                                    | 1954                          | 66,018                  | 5            |                       |
| «Белый Дом»                                                                                  | 1979                          | ≈ 89                    | 22 + 2       |                       |
| ЖК «Аквамарин»                                                                               | 2005                          | 93                      | 26           |                       |
| БЦ «Палладиум»                                                                               | 2008                          | 98,8                    | 20           |                       |
| «Февральская революция»                                                                      | 2010                          | 139,6 (по уровню крыши) | 42           |                       |
| «Высоцкий»                                                                                   | 2011                          | 188,3                   | 48 + 2       |                       |
| «Исеть»                                                                                      | 2016                          | 209                     | 52           |                       |

## Фотогалерея

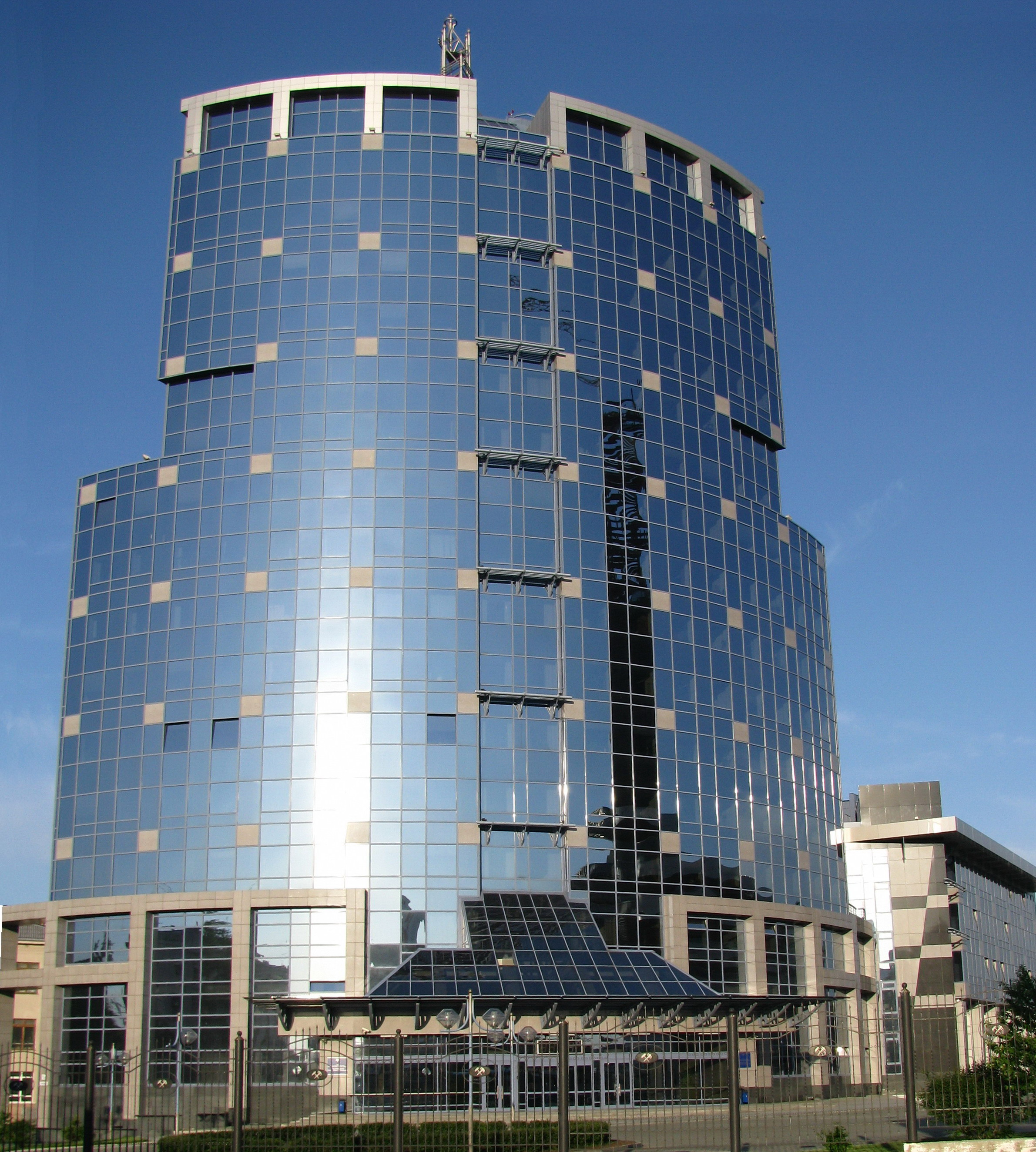
«Дорожный центр управления перевозками», 2003 год.
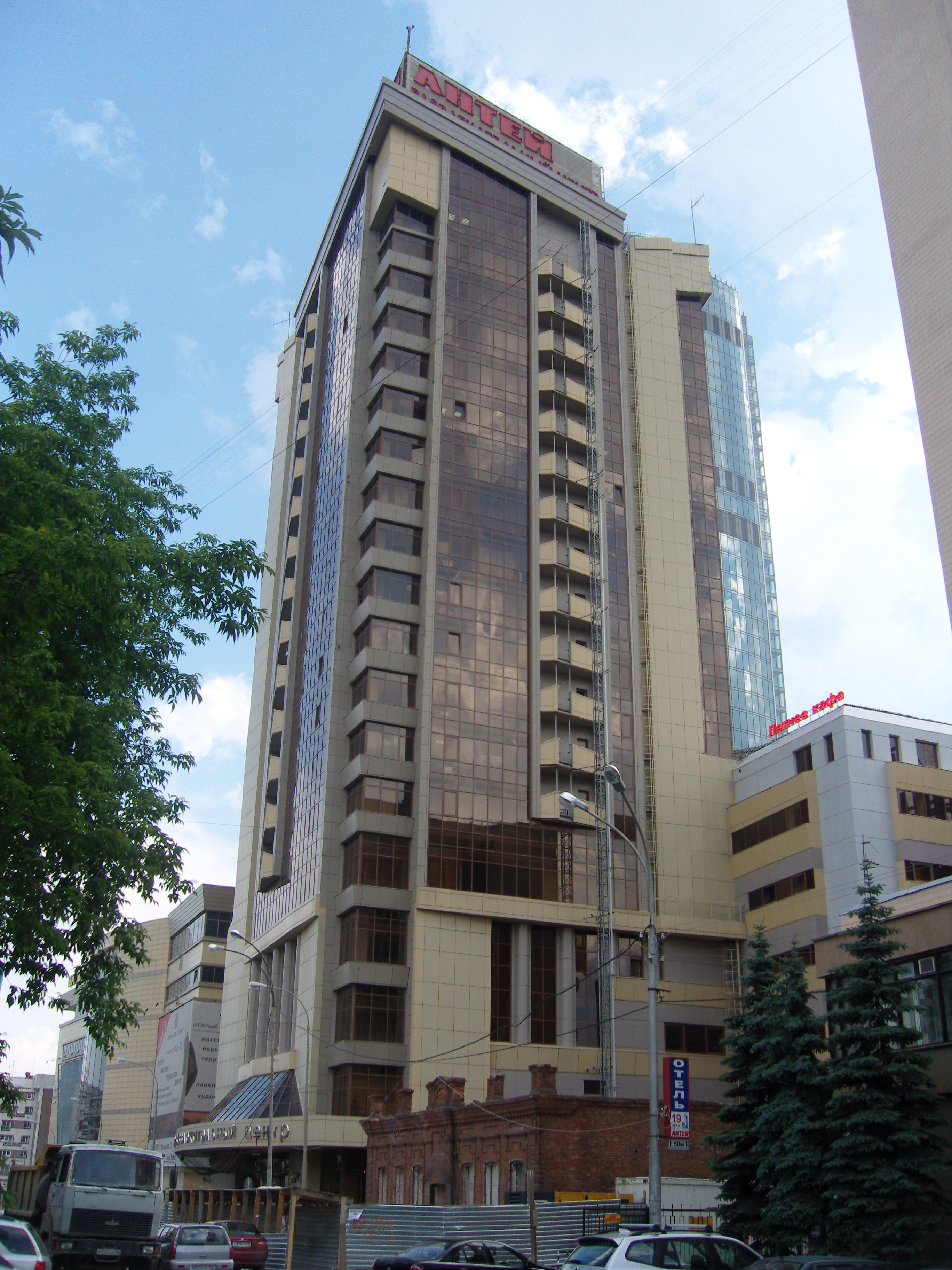
«Антей-1», 2004 год.
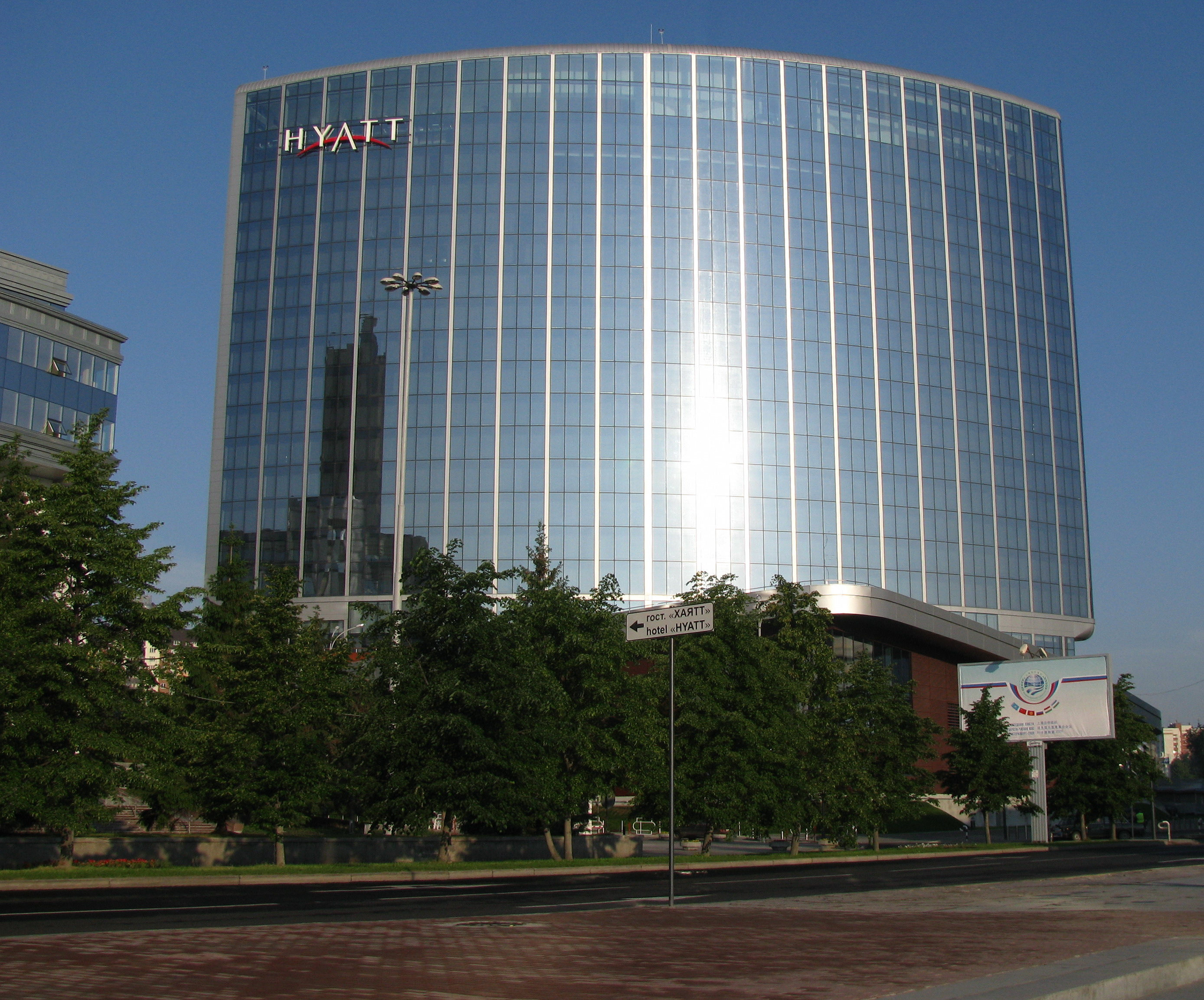
Гостиница «Hyatt Regency Ekaterinburg», 2009 год.
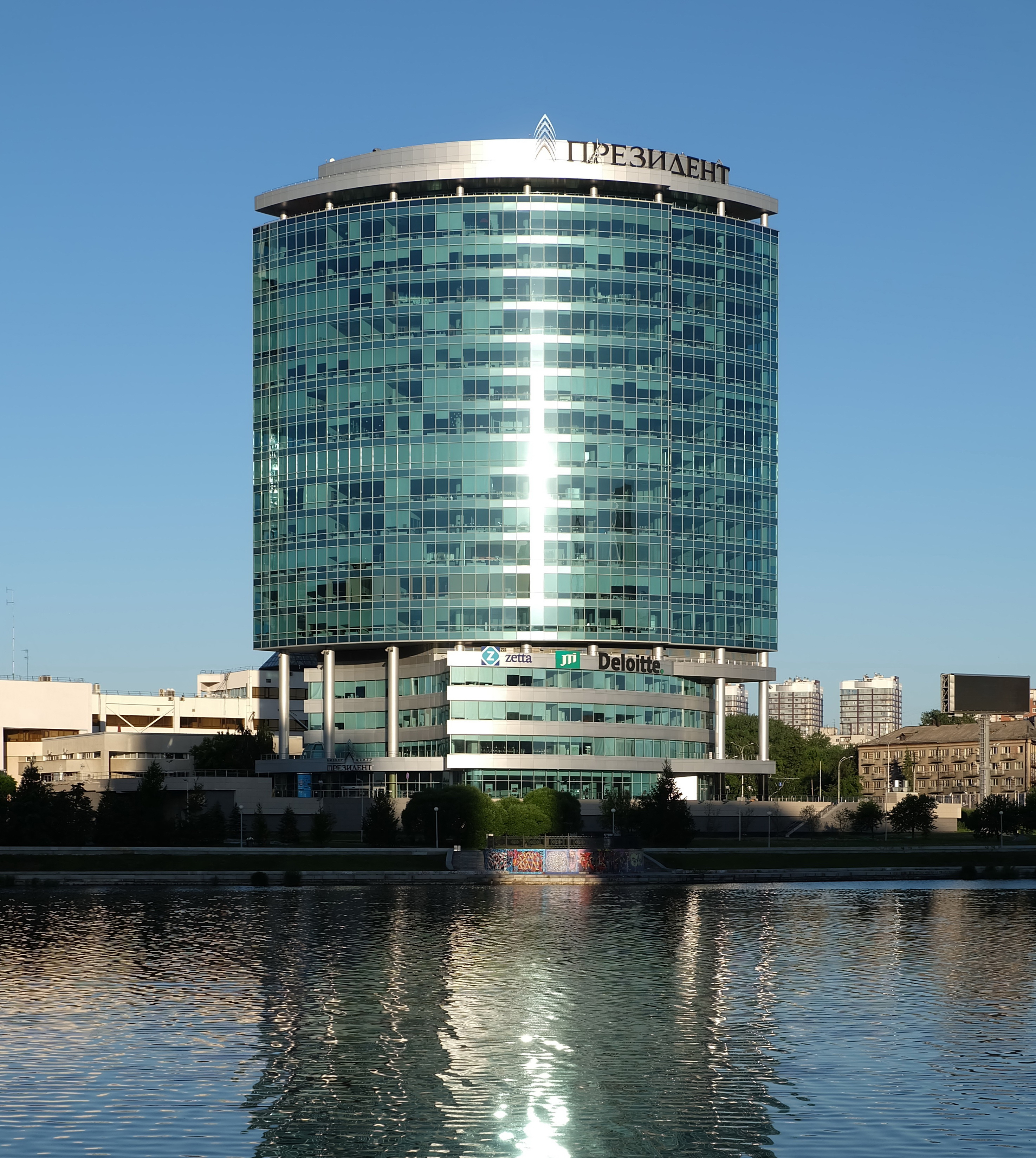
Бизнес-центр «Президент», 2013.
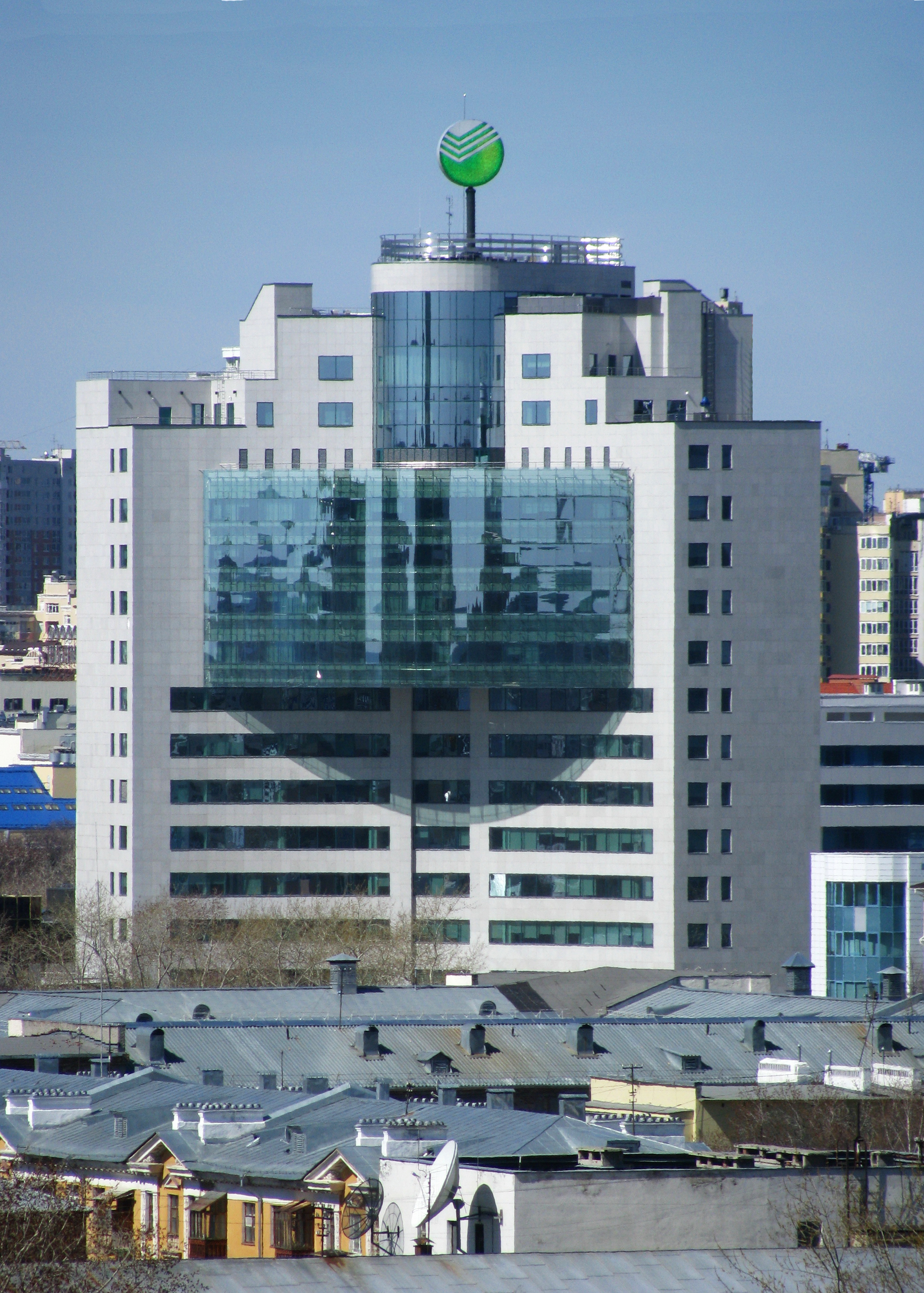
Уральский банк ПАО «Сбербанк», 2012.
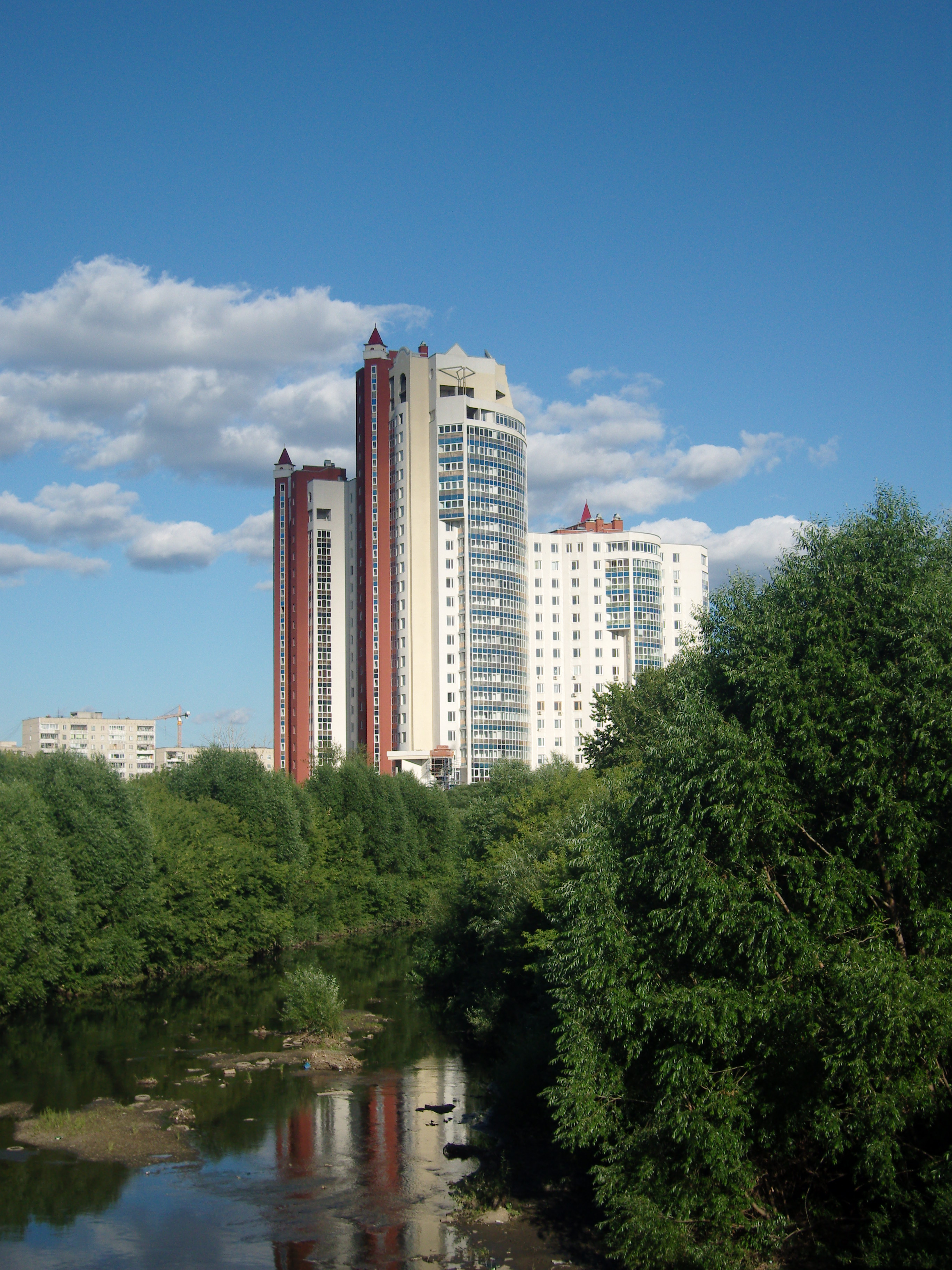
Жилой комплекс «Высокий берег», 2007.

## Комментарии
1. ↑  Средняя этажность строящихся жилых зданий в Екатеринбурге в 2019 году составляла 17,4 этажа: см. Михаил Рычагов. Как растут города. Этажность российских городов выросла в два раза за три десятилетия. forbes.ru (29 января 2019). Дата обращения: 24 августа 2022. Архивировано 16 марта 2022 года.
2. ↑  Согласно действующим строительным нормам и правилам (СНиП 2.08.02-89*):При определении этажности здания в число этажей включаются все надземные этажи, в том числе технический этаж, мансардный, а также цокольный этаж, если верх его перекрытия находится выше средней планировочной отметки земли не менее чем на 2 м. Подполье для проветривания под зданиями, проектируемыми для строительства на вечномерзлых грунтах, независимо от его высоты, в число надземных этажей не включается. При различном числе этажей в разных частях здания, а также при размещении здания на участке с уклоном, когда за счет уклона увеличивается число этажей, этажность определяется отдельно для каждой части здания. Технический этаж, расположенный над верхним этажом, при определении этажности здания не учитывается.. См. СНиП 2.08.02-89*. ПРИЛОЖЕНИЕ 3* Обязательное. Правила подсчета общей, полезной и расчетной площадей, строительного объёма, площади застройки и этажности зданий. Дата обращения: 22 июля 2010. Архивировано 25 августа 2011 года.
3. ↑  Многофункциональным, согласно критериям Совета по высотным зданиям и городской среде, считается здание, у которого вторая функция здания занимает не менее 15 % от площади здания, при этом, при её подсчёте не учитываются площади технических этажей и автостоянок.
4. 1 2 3  В квадратных скобках указывается пожарная высота здания от отметки пожарного проезда до низа окна последнего жилого этажа, м.
5. ↑  50 этажей, в том числе несколько технических полуэтажей
6. ↑  Отметка пола тёплого чердака высотой 1,8 м в свету=98,42 м (согласно экспертизе проекта). Кроме этого выше находится перекрытие кровли здания толщиной 0,2м и парапет кровли высотой 1,5м.
7. ↑  Высота 33-го технического этажа (чердака) согласно заключению экспертизы проекта с перекрытием 2,0м, высота ограждения кровли 1,2 м. Высота МО не указана.
8. 1 2 3 4  Выше кровли находится ещё помещение МО высотой не менее 3 м.
9. ↑  Высота первых четырёх нежилых этажей под зданием от уровня земли до верха перекрытия 4-го этажа составляет 18,80 м. Согласно проектной документации высота жилых этажей с 6-го по 27 составляет 3,1 м (2,83 м в чистую), 28-го 3,6 м (3,28 в чистую). 5-й этаж технический и выше стандартного жилого (=3,1м). Высота 28-го технического не менее 2,0 м, парапет не менее 1,5 м. Итого общая расчётная высота составит более 97 м над уровнем парапета кровли.

## Использованные источники
1. ↑  Tall Building Criteria. ctbuh.org. Дата обращения: 24 августа 2022. Архивировано 13 апреля 2020 года.
2. ↑  СНиП 10-01-94. Дата обращения: 22 июля 2010. Архивировано 14 октября 2011 года.
3. ↑  Height Calculator Assumptions. Дата обращения: 18 января 2011. Архивировано 20 апреля 2018 года.
4. ↑  Город Екатеринбург. Сборник историко-статистических и справочных сведений по городу с адресным указателем и с присоединением некоторых сведений по Екатеринбургскому уезду. С планами г. Екатеринбурга и его выгона и 10-ю таблицами чертежей / И. И. Симанов. — Екатеринбург: Типография «Екатеринбургской Недели», 1889. — С. 90. — 1051 с. — 500 экз.
5. ↑  Екатерининский собор. Студия архитектурного дизайна Nautilus. Дата обращения: 24 июля 2010.
6. ↑  Богоявленский собор. Студия архитектурного дизайна Nautilus. Дата обращения: 24 июля 2010. Архивировано 10 декабря 2010 года.
7. ↑  Максимилиановская церковь. Дата обращения: 24 июля 2010. Архивировано 4 мая 2013 года.
8. ↑  Свердловск (Екатеринбург) в 1920-е годы. Дата обращения: 22 июля 2010. Архивировано 11 мая 2012 года.
9. ↑  Свердловск. 1948 год. Часть 1. Дата обращения: 22 июля 2010. Архивировано 11 мая 2012 года.
10. ↑  Архитектура и планировка социалистического Свердловска. Часть 2. Дата обращения: 22 июля 2010. Архивировано 8 мая 2012 года.
11. 1 2  Гостиницы и отели Екатеринбурга. Страницы истории (недоступная ссылка — история). Дата обращения: 22 июля 2010.
12. ↑  Наталья Кузнецова. Первые высотные здания в России за пределами Москвы. Дата обращения: 22 июля 2010. Архивировано 23 апреля 2012 года.
13. ↑  Свод памятников истории и культуры Свердловской области / Звагельская В. Е. — Екатеринбург: Издательский дом «Сократ», 2007. — Т. 1. — С. 352. — 536 с. — 7000 экз. — ISBN 978-5-88664-313-3.
14. ↑  Екатеринбург: памятные даты (1917—1998)] // Известия УрГУ. — № 9 (1998). — Проблемы образования, науки и культуры. Выпуск 5. Даты, люди, жизни… Дата обращения: 22 июля 2010. Архивировано 23 апреля 2012 года.
15. ↑  Бердников Н. Н., Рабинович Р. И. Свердловск: Справочник-путеводитель. — Средне-Уральское книжное издательство, 1983. — С. 55—58. — 240 с. — 100 000 экз. Архивировано 24 августа 2017 года.
16. ↑  «Екатеринбург-Сити» требуется перепланировка. Коммерсантъ (Екатеринбург) № 26 (4324) от 13. 02. 2010. Дата обращения: 22 июля 2010. Архивировано 16 января 2014 года.
17. ↑  Data Standards: high-rise building (ESN 18727) (англ.). emporis.com. Дата обращения: 5 ноября 2016. Архивировано 22 апреля 2012 года.
18. ↑  Comparison of the top skylines in the cities around the world (англ.). Дата обращения: 4 апреля 2015. Архивировано 4 марта 2012 года.
19. ↑  Buildings in Yekaterinburg (existing). emporis.com. Дата обращения: 16 августа 2022.
20. ↑  Список зданий Екатеринбурга от 20 этажей. Дата обращения: 8 февраля 2011. Архивировано 25 мая 2012 года.
21. 1 2  Екатерина Турдакина. Охлаждение спроса и стабилизация цен. Что ждет рынок жилой недвижимости Екатеринбурга в 2022 году. justmedia.ru (28 декабря 2021). Дата обращения: 24 августа 2022. Архивировано 24 августа 2022 года.
22. ↑  Вертикальный разрез башни «Исеть». Дата обращения: 4 мая 2020. Архивировано 16 июня 2022 года.
23. ↑  По уровню парапета бассейна на крыше, до надстройки бассейна высота составляла 188,3 м
24. ↑  Минстрой не выдавал разрешения на возведение бассейна на крыше «Высоцкого». Дата обращения: 3 июля 2023. Архивировано 3 июля 2023 года.
25. ↑  По верхней отметке монолита
26. ↑  в пресс-службе БЦ «Высоцкий» позиционируют небоскрёб как 56-этажный
27. ↑  Об Антее. Дата обращения: 22 июля 2010. Архивировано 14 июля 2010 года.
28. ↑  «Я строю квартиры для нищих». Интервью с учредителем бизнес-центра «Антей» Андреем Гавриловским. Дата обращения: 22 июля 2010. Архивировано 20 января 2011 года.
29. ↑  Призма (англ.). skyscraper.com. Дата обращения: 23 июля 2010. Архивировано 23 апреля 2012 года.
30. ↑  Как строят первый небоскреб в Екатеринбурге. На высоте 140 метров — только птицы и вертолёты. Дата обращения: 22 июля 2010. Архивировано 29 апреля 2014 года.
31. ↑  De Luxe (англ.). emporis.com. Дата обращения: 23 июля 2010. Архивировано 24 апреля 2012 года.
32. ↑  Дом на ул. Февральской революции практически готов к сдаче. Атомстройкомплекс. Дата обращения: 25 июля 2010. Архивировано из оригинала 9 августа 2010 года.
33. ↑  Многофункциональный бизнес-центр и конгресс-холл «DEMIDOV PLAZA». Дата обращения: 22 июля 2010. Архивировано из оригинала 17 августа 2010 года.
34. 1 2  Сергей Ермак. Один из крупнейших застройщиков Урала — Атомстройкомплекс — о стратегии развития в кризис (9 марта 2015). Дата обращения: 3 апреля 2015. Архивировано 9 апреля 2015 года.
35. 1 2  Жилой комплекс «Олимпийский» (1 очередь). Дата обращения: 28 апреля 2012. Архивировано 9 мая 2012 года.
36. ↑  Анонс «Атомстройкомплекса». Дата обращения: 1 марта 2012. Архивировано 16 января 2014 года.
37. ↑  Положительное заключение экспертизы от 2021 (№ не проставлен). Жилой комплекс...в границах улиц Викулова-Начдива Васильева-Каменщиков-Металлургов в Верх-Исетском районе города Екатеринбурга. Второй этап строительства. Жилой дом № 2. Секция 2А, 2Б.
38. ↑  Разрешение на строительство от 02.04.2021 № 66302000-2197-2021.
39. ↑  Разрешение на строительство № 6632000-2314-2021 от 22.07.2021.
40. ↑  Положительное заключение негосударственной экспертизы от 2021 г. Жилая застройка по ул. Амундсена в г. Екатеринбурге. 2-я очередь.
41. ↑  Ольховский парк — каталог недвижимости. xn--80aajzhsz.xn--80adseddbxbomg3c1f.xn--p1ai. Дата обращения: 2 августа 2019. Архивировано 2 августа 2019 года.
42. ↑  Положительное заключение экспертизы от 29.10.2018 № 66-2-1-2-0192-18. Жилой комплекс по улице Колмогорова в г. Екатеринбурге. Жилой дом ГП3. 3 очередь строительства. Корректировка 2.
43. ↑  Положительное заключение экспертизы 66-2-1-2-0036-17. Объект капитального строительства. 2-я очередь строительства...Жилой дом № 2 с помещениями общественного назначения на 1-3 этажах (№ 2 по ПЗУ). Свердловская область, г.Екатеринбург, ул. Челюскинцев, 106 (Азина, 22). 18 апреля 2017.
44. ↑  Екатерина Турдакина. В Юго-Западном районе вырастет квартал комфорт-класса в стиле ар-деко с «сухим фонтаном» и монструозной детской площадкой. justmedia.ru. Дата обращения: 18 апреля 2015. Архивировано 17 июля 2015 года.
45. ↑  По количеству высотных зданий Екатеринбург обгоняет все региональные города-миллионники России (14 октября 2014). Дата обращения: 16 ноября 2014. Архивировано 29 ноября 2014 года.
46. ↑  Разрешение на строительство от 21.12.2016 № 66302000-371-2016 с изменениями № 3 от 27.11.2020.
47. ↑  Положительное заключение экспертизы от 10.07.2019 № 66-2-1-2-017443-2019. Жилой комплекс в квартале улиц Краснолесья-Михеева-Академика Семихатова в г. Екатеринбурге. 3 этап строительства. 35-этажный жилой дом... Корректировка 2.
48. ↑  Положительное заключение экспертизы от 25.12.2020 № 66-2-1-3-068238-2020.
49. ↑  Разрешение на строительство от 06.06.2019 № 66302000-1579-2019 с изменениями № 1 от 31.05.2021.
50. ↑  Положительное заключение экспертизы от 28.12.2021 № 66-2-1-2-0244-18. Жилые дома... в границах ул. Репина- ул. Заводская - ул. Начдива Васильева в Верх-Исетском районе г. Екатеринбурга. 3 этап строительства, жилой дом № 4.
51. ↑  Разрешение на строительство № 6632000-2264-2021 от 10.06.2021.
52. ↑  Положительное заключение негосударственной экспертизы № 66-2-1-2-006739-2022 от 08.02.2022. Жилой комплекс в квартале улиц Бакинских Комиссаров-Кировградская-переулок Сосновый-Калинина в г. Екатеринбурге. 2 этап строительства.
53. ↑  Краткое описание жилого комплекса «СВЕТЛЫЙ» (16 мая 2014). Дата обращения: 16 мая 2014. Архивировано 15 мая 2014 года.
54. 1 2 3 4  Положительное заключение экспертизы от 28.12.2021 № 66-2-1-3-0016-19. Жилая застройка в границах улиц Блюхера - Данилы Зверева - Советская в Кировском районе г. Екатеринбурга, жилые дома № 4,5,6,7,9. Корректировка 2.
55. ↑  Положительное заключение экспертизы от 27.03.2017 № 66-2-1-1-0052-17.
56. ↑  Разрешение на строительство от 15.05.2018 с изменениями № 1 от 30.04.2019 № 66302000-1082-2018.
57. 1 2  Разрешение на строительство от 22.06.2018 № 66302000-1210-2018 с изменениями № 3 от 28.08.2020.
58. 1 2  Положительное заключение экспертизы от 27.03.2017 № 66-2-1-2-030221-2019. 1-я очередь строительства. Корректировка 9.
59. ↑  Московский квартал. Разрешение на строительство, 2-й этап. Дата обращения: 15 января 2016. Архивировано 3 августа 2016 года.
60. ↑  ЖК Эверест ул. Горького 79 — Официальный сайт застройщика в Екатеринбурге. gorkogo79.ru. Дата обращения: 2 августа 2019. Архивировано 2 августа 2019 года.
61. ↑  Разрешение на строительство от 20.08.2018 с изменениями № 2 от 02.11.2020 № 66302000-1328-2018.
62. ↑  Положительное заключение экспертизы от 2019 г. Корректировка 2. Многофункциональный комплекс в квартале улиц Свердлова-Азина-Мамина-Сибиряка-Шевченко в г. Екатеринбурге. Первая очередь строительства.
63. ↑  Разрешение на строительство № 6632000-2125-2020 от 28.12.2020 с изменениями № 2 от 14.07.2021.
64. ↑  Положительное заключение негосударственной экспертизы № 66-2-1-3-066103-2020 от 20.12.2020. Многоэтажный жилой дом по улице Академика Бардина, дом 28 в Ленинском районе г. Екатеринбурга.
65. ↑  Положительное заключение экспертизы от 30.01.2021 № 66-2-1-3-0003668-2021. жилая застройка в границах улицы Амундсена-Московская-Расковой. 8 этап строительства. 32-этажный жилой дом... в г. Екатеринбурге.
66. ↑  Разрешение на строительство от 11.03.2021 № 66302000-2171-2021.
67. ↑  Выбор генерального подрядчика на строительство объектов: Многофункциональный жилой комплекс и административное здание (19 августа 2013). Дата обращения: 20 декабря 2013. Архивировано 24 сентября 2015 года.
68. ↑  Положительное заключение экспертизы от 06.06.2018 № 66-2-1-2-0048-18. Многоэтажный жилой дом по улице Большакова в г. Екатеринбурге.
69. ↑  Разрешение на строительство от 21.06.2018 № 66302000-1206-2018 с изменениями № 1 от 10.09.2020.
70. ↑  Положительное заключение экспертизы от 30.01.2021 № 66-2-1-2-032604-2019. Жилая застройка в районе улиц Блюхера-Студенческая-Раевского в г. Екатеринбурге. Жилой дом № 4. Корректировка.
71. ↑  ЖК Тринити г. Екатеринбург – официальный сайт застройщика. trinity-ekb.ru. Дата обращения: 2 августа 2019. Архивировано 2 августа 2019 года.
72. 1 2  Разрешение на строительство от 25.05.2018 № 66302000-1151-2018 с изменениями № 3 от 23.07.2021.
73. 1 2  Положительное заключение экспертизы от 23.08.2021 № 66-2-1-2-047271-2021. Жилой комплекс в квартале улиц Машинная-Фурманова-Цвиллинга-Отто Шмидта г. Екатеринбурга. Корректировка 4
74. ↑  Palladium Business Center (англ.). Дата обращения: 22 июля 2010. Архивировано 24 апреля 2012 года.
75. ↑  Описание бизнес-центра «Палладиум». Дата обращения: 22 июля 2010. Архивировано 18 мая 2010 года.
76. ↑  [s003.radikal.ru/i201/1001/da/aec540d142f6.png Схема бизнес-центра «Палладиум»]. Дата обращения: 22 июля 2010. Архивировано 24 апреля 2012 года.
77. ↑  Разрешение на строительство от 26.06.2018 с изменениями № 1 от 26.01.2021 № 66302000-1226-2018.
78. ↑  Разрешение на строительство от 18.06.2018 № 66302000-1198-2018 с изменениями № 1 от 05.08.2020.
79. ↑  Синара-Девелопмент начала в Екатеринбурге строительство нового жилого комплекса бизнес-класса. http://sinara-group.ru+(23 ноября 2012). Дата обращения: 30 ноября 2012. Архивировано 1 декабря 2012 года.
80. ↑  Описание ЖК «Крыловъ» 2 очередь. Дата обращения: 22 января 2014. Архивировано 1 февраля 2014 года.
81. ↑  Положительное заключение экспертизы от 04.09.2020 № 66-2-1-3-043158-2020.
82. ↑  ЖК Малевич. УралСтройИнвест (25 декабря 2012). Архивировано 6 июля 2013 года.
83. ↑  Дом, в котором хочется жить // http://nedv.info. — № 28.01.2013.
84. ↑  Положительное заключение экспертизы 66-2-1-2-016642-2019 от 02.07.2019. Многофункциональный жилой комплекс в границах улиц Ленина, Сакко и Ванцетти, Попова, Шейнкмана в г.Екатеринбурге. Корректировка 3.
85. ↑  Положительное заключение экспертизы от 19.11.2018 № 66-2-1-2-0201-18. Мнофункциональный комплекс с паркингами по ул. Маяковского, 2е в г. Екатеринбурге. 3 очередь строительства. Корректировка 3. Многоэтажный жилой дом (№ 5 по ПЗУ)
86. 1 2  Разрешение на строительство от 30.06.2017 № 66302000-590-2017.
87. ↑  Положительное заключение экспертизы от 28.04.2020 № 66-2-1-3-014879-2020.
88. ↑  Положительное заключение экспертизы от 25.02.2019 № 66-2-1-3-003840-2019. Жилой квартал № 1 по проспекту Космонавтов в г. Екатеринбурге. 2 этап строительства. Этап 2.1.
89. ↑  Положительное заключение экспертизы от 05.11.2019 № 66-2-1-2-030473-2019. Многофункциональный жилой комплекс по улице Челюскинцев, 58 в г. Екатеринбурге. II очередь. Корректировка 1.
90. ↑  Положительное заключение экспертизы от 17.11.2020 № 66-2-1-3-057944-2020. 3-я очередь строительства, 2 этап.
91. ↑  Разрешение на строительство от 18.01.2018 № 66302000-964-2019 с изменениями № 3 от 17.09.2020.
92. ↑  Разрешение на строительство от 31.07.2018 № 66302000-1292-2018 с изменениями № 1 от 10.09.2018.
93. ↑  Положительное заключение экспертизы от 25.06.2018 № 66-2-1-2-0046-18.
94. ↑  Разрешение на строительство от 22.06.2018 № 66302000-1784-2020.
95. ↑  Положительное заключение экспертизы от 10.12.2019 № 66-2-1-2-035034-2019. 2-я очередь строительства. Корректировка 3.
96. ↑  Разрешение на строительство № 6632000-2243-2021 от 25.05.2021.
97. ↑  Положительное заключение негосударственной экспертизы № 66-2-1-3-070032-2020 от 31.12.2020. Жилой комплекс со встроенными объектами общественного значения и подземной автостоянкой в квартале улиц Гагарина-Академическая-Мира-Ботаническая в Кировском районе г. Екатеринбурга.
98. ↑  Вторая очередь Центра международной торговли. Дата обращения: 22 июля 2010. Архивировано 24 апреля 2012 года.
99. ↑  Полина Иванова. Урбанистический натюрморт в пойме Исети. Дата обращения: 23 июля 2010. Архивировано 4 сентября 2011 года.
100. ↑  Aquamarine 2 (англ.). Дата обращения: 22 июля 2010. Архивировано 24 апреля 2012 года.
101. ↑  3D Club I (англ.). emporis.com. Дата обращения: 23 июля 2010. Архивировано 24 апреля 2012 года.
102. ↑  Admiralsky (англ.). emporis.com. Дата обращения: 23 июля 2010. Архивировано 24 апреля 2012 года.
103. ↑  В 2013 году в Екатеринбурге начнется строительство гостиницы «Рэдиссон». http://uralpolit.ru+(28 ноября 2012). Дата обращения: 30 ноября 2012. Архивировано 1 декабря 2012 года.
104. ↑  В центре Екатеринбурга начинается строительство 42-этажного небоскреба. 66.ru (4 июня 2014). Дата обращения: 4 июня 2014. Архивировано 6 июня 2014 года.
105. ↑  «Квартал Федерация». Ход строительства. Дата обращения: 2 августа 2019. Архивировано 2 августа 2019 года.
106. 1 2  Положительное заключение экспертизы от 19.11.2021 № 66-2-1-2-068350-2021. Жилой квартал № 1 по проспекту Космонавтов в г. Екатеринбурге, этапы строительства 4.2, 4.3,4.4.
107. 1 2  Разрешение на строительство № 6632000-87-2022 от 13.07.2022.
108. 1 2  Положительное заключение негосударственной экспертизы № 66-2-1-3-041500-2022. Многоэтажная жилая застройка в границах улиц Крауля-Лоцмановых-Юрия Исламова в г. Екатеринбурге. 1-я очередь.
109. ↑  Высота первого этажа согласно заключению экспертизы проекта = 4,5 м, этажей со второго по тридцать первый 3,0 м, технического чердака 2,0 м с перекрытием, ограждения кровли 1,5 м. Высота МО не указана.
110. ↑  Проектная декларация № 66-000954 от 09.08.2022. Дата первичного размещения 20.02.2021.
111. ↑  Положительное заключение негосударственной экспертизы № 66-2-1-2-0047-2019 от 26.04.2019. Торгово-развлекательный центр с офисно-гостиничным блоком по улице Маршала Жукова в Верх-Исетском районе г. Екатеринбурга. Корректировка 2
112. ↑  Разрешение на строительство № 6632000-2326-2021 от 04.08.2020 с изменениями № 1 от 21.10.2021.
113. ↑  Положительное заключение негосударственной экспертизы № 66-2-1-2-018144-2021 от 14.04.2021. Жилая застройка с подземной автостоянкой в районе улицы Электриков в г. Екатеринбурге. Корректировка.
114. ↑  Разрешение на строительство № 6632000-2399-2021 от 27.10.2021.
115. ↑  В Екатеринбурге в течение трех лет появится небоскреб. tass.ru (14 декабря 2021). Дата обращения: 29 августа 2022. Архивировано 14 декабря 2021 года.
116. ↑  Бизнесмен Андрей Гавриловский планирует построить еще одну башню рядом с «Высоцким». kommersant.ru. Коммерсант (8 декабря 2021). Дата обращения: 29 августа 2022. Архивировано 29 августа 2022 года.
117. ↑  В Екатеринбурге хотят построить новую башню рядом с БЦ «Высоцкий». urbc.ru (9 декабря 2021). Дата обращения: 29 августа 2022. Архивировано 29 августа 2022 года.
118. 1 2 3 4 5 6  Гастромолл как в Москве и апарты в Шерегеше: директор «УГМК-Застройщика» рассказал о планах компании. e1.ru (16 декабря 2021). Дата обращения: 29 августа 2022. Архивировано 29 августа 2022 года.
119. 1 2 3  Будут ли у людей деньги на жилье и что станет со стройками в Екатеринбурге? Интервью с главой «УГМК-Застройщика». e1.ru (18 марта 2022). Дата обращения: 29 августа 2022. Архивировано 29 августа 2022 года.
120. ↑  Схема планировочной организации земельного участка. наш.дом.рф. Дата обращения: 18 февраля 2023. Архивировано 18 февраля 2023 года.
121. 1 2  У Макаровского моста собираются построить 49-этажный дом, отель и торговый центр. e1.ru (11 марта 2019). Дата обращения: 18 февраля 2023. Архивировано 18 февраля 2023 года.
122. 1 2  В Екатеринбурге дали ход мегапроекту за Макаровским мостом. Раскрываем новые детали. e1.ru (31 мая 2022). Дата обращения: 18 февраля 2023. Архивировано 18 февраля 2023 года.
123. ↑  Медный дом в Екатеринбурге. Дата обращения: 5 июля 2023. Архивировано 5 июля 2023 года.
124. ↑  Завтра самому высотному зданию города исполнится ровно год. Дата обращения: 22 июля 2010.
125. ↑  Antei Yekaterinburg (англ.). Дата обращения: 22 июля 2010. Архивировано 24 апреля 2012 года.
126. ↑  Бизнес-центр на высоте. Дата обращения: 22 июля 2010. Архивировано 13 июля 2012 года.
127. ↑  Многофункциональный комплекс «Антей-1». Дата обращения: 22 июля 2010. Архивировано 24 апреля 2012 года.
128. ↑  Railroad Freightage Control Center (англ.). Дата обращения: 22 июля 2010. Архивировано 24 апреля 2012 года.
129. ↑  SkyscraperPage.com. Rail Freightage Control Center (англ.). Дата обращения: 22 июля 2010. Архивировано 24 апреля 2012 года.
130. ↑  Высокие технологии: что скрывают 17 этажей уральского Сбербанка. 66.ru (7 августа 2012). Дата обращения: 7 августа 2012. Архивировано 17 августа 2012 года.
131. ↑  Екатерининский собор
132. ↑  Красная Линия Екатеринбурга. Второй Дом Советов («Дом Чекиста»). Дата обращения: 28 июня 2023. Архивировано 28 ноября 2022 года.
133. ↑  Эскизный проект гостиницы «Исеть» в разрезе. Дата обращения: 16 августа 2022. Архивировано 16 августа 2022 года.